# هیأت رز-بیلی

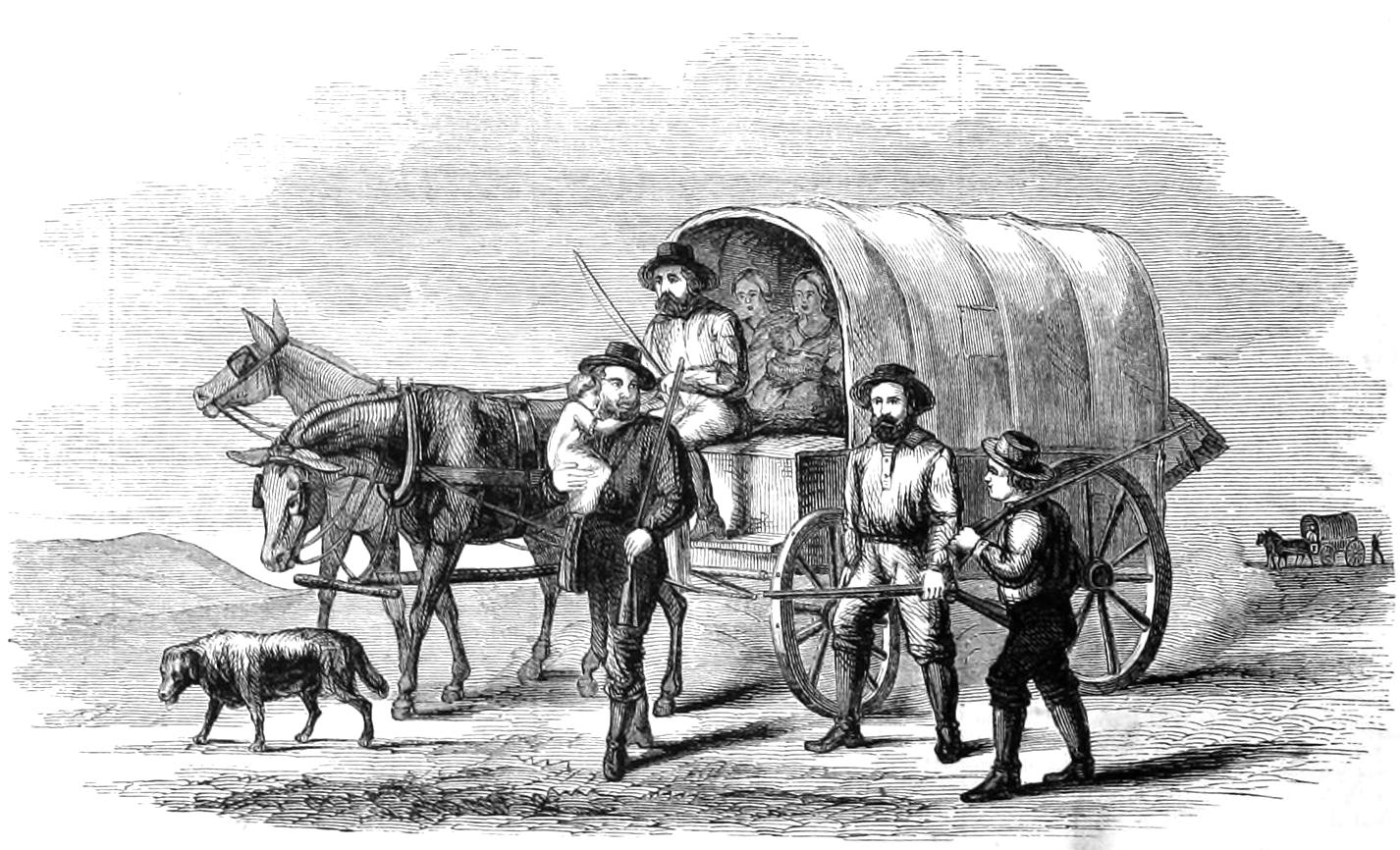
مهاجرین اروپایی-آمریکایی در راه کالیفرنیا، حدود ۱۸۵۹ میلادی

هیئت رز-بیلی (Rose–Baley Party)، نخستین کاروان درشکه مهاجرین اروپایی آمریکایی بود که مسیر ۳۵م موازی معروف به «راه کاروان بیل» که توسط «ادوارد فیتزجرالد بیل» ایجاد شد، عبور کرد. این مسیر از زونی پوبلوو، نیومکزیکو تا رودخانهٔ کلرادو در نزدیکی نیدلز امروزی در کالیفرنیا امتداد می‌یابد.
در سال ۱۸۵۸، لنونارد جان رز، تاجر ثروتمند از کئوساوکوا، آیووا پس از این‌که روایت‌ها و داستان‌های کارگران معدن طلا را که از ایالت کالیفرنیا برمی‌گشتند شنید، این هیأت را شکل داد. او متعاقباً یک کاروان درشکه بسیار مجهر را که شامل ۲۰ اسب و ۲۰۰ گاو اصیل دورهامی بود، آماده کرد. او همچنین ۴ درشکه بزرگ پوشیده و ۳ یوغ ورزاو را آماده ساخت تا هر درشکه را بکشند. شرکت رز، در اوایل ماه آوریل شهر آیووا را ترک کرد و در اوسط ماه می با شرکت بیلی پیوست که این شرکت توسط گیلیوم بیلی، سرباز اسبق ارتش جنگ شاهین سیاه رهبری می‌شد. امکانات و تجهیزات مشترک آن‌ها به ۲۰ درشکه، ۴۰ مرد، ۵۰ الی ۶۰ زن و کودک و نزدیک به ۵۰۰ رمه گاو می‌رسید. جان اودل، وزیر تعمیددهنده ۶۲ ساله، کتاب‌چه یادداشتی از سفرهای پارتی را نزد خود داشت که در آن موقعیت‌های اردوگاه را درج می‌کرد و پیشرفت کاری آن‌ها را مستندسازی می‌نمود و موجودیت منابع را یادداشت می‌نمود.
در ۳۰ اوت سال ۱۸۵۸، پس از این‌که هیأت رز-بیلی بیش از ۱۲۰۰ مایل (۱۹۰۰ کیلومتر) را در چهار ماه طی کردند و خود را آماده کرده بودند تا از رودخانهٔ کلرادو در نزدیکی نیدلز امروزی در کالیفرنیا عبور کنند، مورد حمله قرار گرفتند. که سرانجام ۸ عضو آن‌ها کشته شدند و ۵ طفل و ۱۳ زن زخم برداشتند. مهاجرین نیز چندین مهاجم را به قتل رسانیدند و تصمیم گرفتند، به‌جای ادامه سفر به مقصد تعیین شده خود در جنوب کالیفرنیا دوباره فاصله ۵۰۰ مایل (۸۰۰ کیلومتر) را به سمت البوکرکی، نیومکزیکو پیموده و عقب‌نشینی کنند.

## دریافت منبع
طبق سخن چالز دبلیو. بیلی، گیلیوم بیلی، خواهرزاده بزرگ صاحب شرکت بیلی و نویسنده کتاب «فاجعه کلرادو: مسیر درشکه بیل و نخستین هیأت مهاجر»‏ (۲۰۰)، دربارهٔ آنچه در مسیر درشکه بیل اتفاق افتاد، کم‌تر نوشته شده‌است. چون تجارب منفی نخستین کاروان درشکه به منظور تلاش برای عبور مؤثر «کاربرد آن مردم را ناامید ساخت». پدربزرگ و مادربزرگ بیلی در راستای تشکیل شرکت در سال ۱۸۵۸ با برادر پدربزرگ یا مادربزرگ او متحد شدند و در شرکتی ادغام شدند که از سوی لئونارد جان رز رهبری می‌شد تا هیأت رز-بیلی را شکل دهند.
یادداشت بیلی، عمدتاً تنها ژورنال شناخته شده‌ای است که از سوی یکی از اعضای گروه نگهداری می‌شود. جان اودل، وزیر تعمیددهنده ۶۲ ساله که خانمش امیلی و خانه خود را در ایالت میسوری رها کرده بود، یادداشت روزانه سفرهای گروه را نگهداری می‌کرد که در آن موقعیت‌های اردوگاه‌ها و فاصله تخمینی آن‌ها را از میسوری، اقلیم و شرایط جاده، وجود سبزه‌زار، آب و چوب را درج کرده بود. بیلی ژورنال اودل را به عنوان «چارچوب اساسی» برای تحقیقات خود توصیف کرد. تنها منبع دیگری که معلومات دست‌اول را دارد، او رز است که یادداشت او در سال ۱۸۵۹ در «میسوریِ جمهوری‌خواه» به چاپ رسید و متعاقباً به عنوان ضمیمهٔ در اثر دکتر گلاس کلیلند تحت عنوان «رمهٔ در هزاران تپه: جنوب کالیفرنیا ۱۸۵۰ الی ۱۸۸۰» مجدداً چاپ شد.

## شکل‌گیری
در تابستان سال ۱۸۵۸، کاروان بزرگ درشکه مهاجرین نخستین کاروانی بود که مسیر ۳۵ درجه‌ای شهر موهاوی را طی کرد. لئونارد جان رز، تاجر ثروتمند اهل کئوساکوا، آیوا معروف به اِل. جِه (L.J) همراه با خانواده هفت نفری‌اش، آلفا براون و خانواده‌اش، سرکارگراش و ۱۷ کاوشگر معدن، کارگران بدون معاش که در عوض کار شان برای شان آب و غذا می‌دادند، یک شرکت را تشکیل کرد. رز در سال ۱۸۲۷ در شهر روتنبرگ، آلمان چشم به جهان گشود و در سن ۸ سالگی به آمریکا مهاجرت نمود. او در سال ۱۸۹۲، از طریق نوشتن «کالیفرنیا»، آنچه که او را برای ترک آیووا انگیزه داد؛ جاییکه در آن چندین تجارت موفق را راه اندازی نمود، توضیح داد.
در سال ۱۸۵۸، عده‌ای از کارگران معدن که جدیداً به کالیفرنیا برگشته بودند، با توصیف آب و هوای گوارا، مملو از گل، میوه‌های خوشمزه آن احساسات و تخیل مرا تحریک کردند و برای من الهام مقابله ناپذیر دست داد تا در آنجا حضور پیدا کنم و از لذت‌های موجود در این سرزمین پرثمر استفاده کنم.

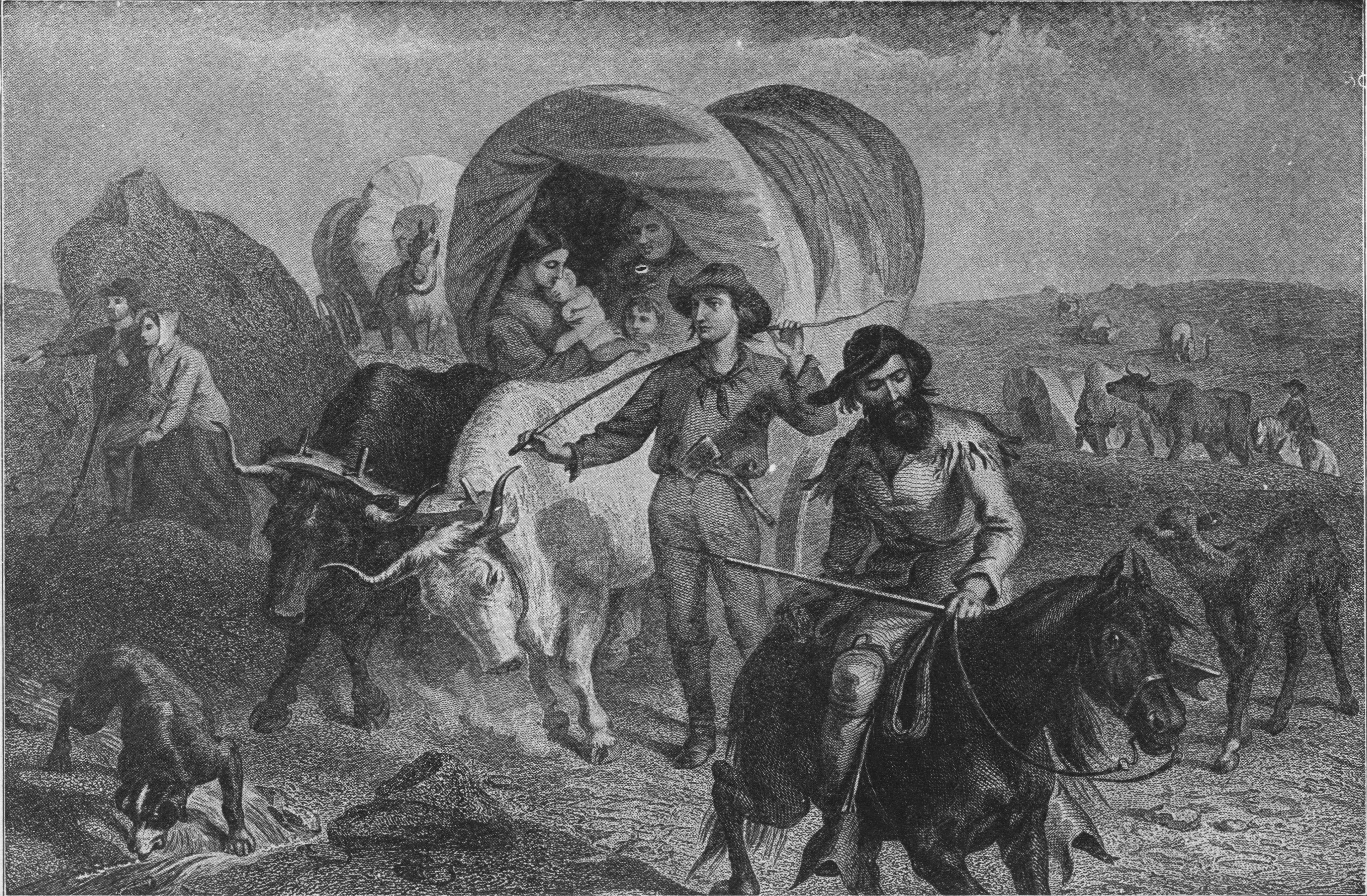
«گاری روپوش‌دار مرغزار» مربوط به ۱۹۰۹ میلادی

رز برای این‌که بتواند این سفر پُرمخاطره را درست حمایت مالی کند، بیشتر دارایی‌های خود را به فروش رسانید، که بعد از پرداخت قرضه‌های‌اش مبلغ ۳۰ هزار دلار آن باقی ماند. او با این وجوه توانست یک کاروان درشکه مجهز ویژه را که شامل ۲۰ رأس اسب، دو اسب فیلی (ماده) مورگانی و یک اسب استالیون (نر) مورگانی به نام بلک موریل بود، تأمین نماید. که ارزش همهٔ این‌ها از ۳ هزار دلار بیشتر شد. او همچنین ۲۰۰ گاو سرخ دورهامی خرید که تصمیم داشت، آن‌ها را برای کسب منفعت دوباره بفروشد. برای این‌که بتواند مسیر ریل را تکمیل کند، ۴ درشکه بزرگ و پوشیده که توسط گاوهای نر کشیده می‌شد را آماده کرد، که هر درشکه نیازمند سه یوغ بود تا آن‌ها را به حرکت درآورد. اسباب و لوازم در سه گون بار شده بود و درشکه سومی برای حمل آلفا براون و خانواده‌اش استفاده می‌شد. خانواده رز در درشکه کوچکی که با یک جفت قاطر کشیده می‌شد و روزگاری به عنوان آمبولانس به‌کار می‌رفت، سفر کردند.
طبق سخن بیلی، در اوایل سال ۱۸۵۸ میلادی، عوامل سیاسی و اقتصادی باعث شد، تا دو خانواده هیدگ‌پیت و دو خانواده بیلی شمال غربی میسوری را به مقصد کالیفرنیا ترک کنند. یکی از عوامل، وضع قانون کانزاس- نبراسکا بود، که ایالت نبراسکا به عنوان قلمروی آزاد در اتحادیه پذیرفته شد و برای کانزاس حقِ را اعطاء کرد تا روی مشروعیت برده‌داری در محدود ایالت تصمیم بگیرد. تنش‌های برخاسته از میان دو گروه؛ طرفدار برده‌داری و ضدبرده‌داری باعث درگیری در نزدیکی مرز با میسوری شد و ایالت‌های غربی آن را شامل نوداوی که خانواده‌های بیلی و هیدگ‌پیت در آن زندگی می‌کردند، متأثر ساخت. به باور بیلی، وحشت و دهشت سال ۱۸۵۷ بی‌ثباتی در منطقه را بیشتر تشدید کرد و منجر شد تا عدهٔ زیادی افراد در ایالت‌های غرب آمریکا در جست‌جوی زندگی بهتر در کالیفرنیا باشند. امکانات و تجهیزات مدغم شده بیلی- هیدگ‌پیت توسط گیلیوم بیلی، سرباز ارتش جنگ هاوک بلک مدیریت و رهبری می‌شد و دربرگیرنده ۸ درشکه مورفی، ۶۲ گاو نر، ۷۵ گله گاو و چندین اسب سواری بود.

## سفر

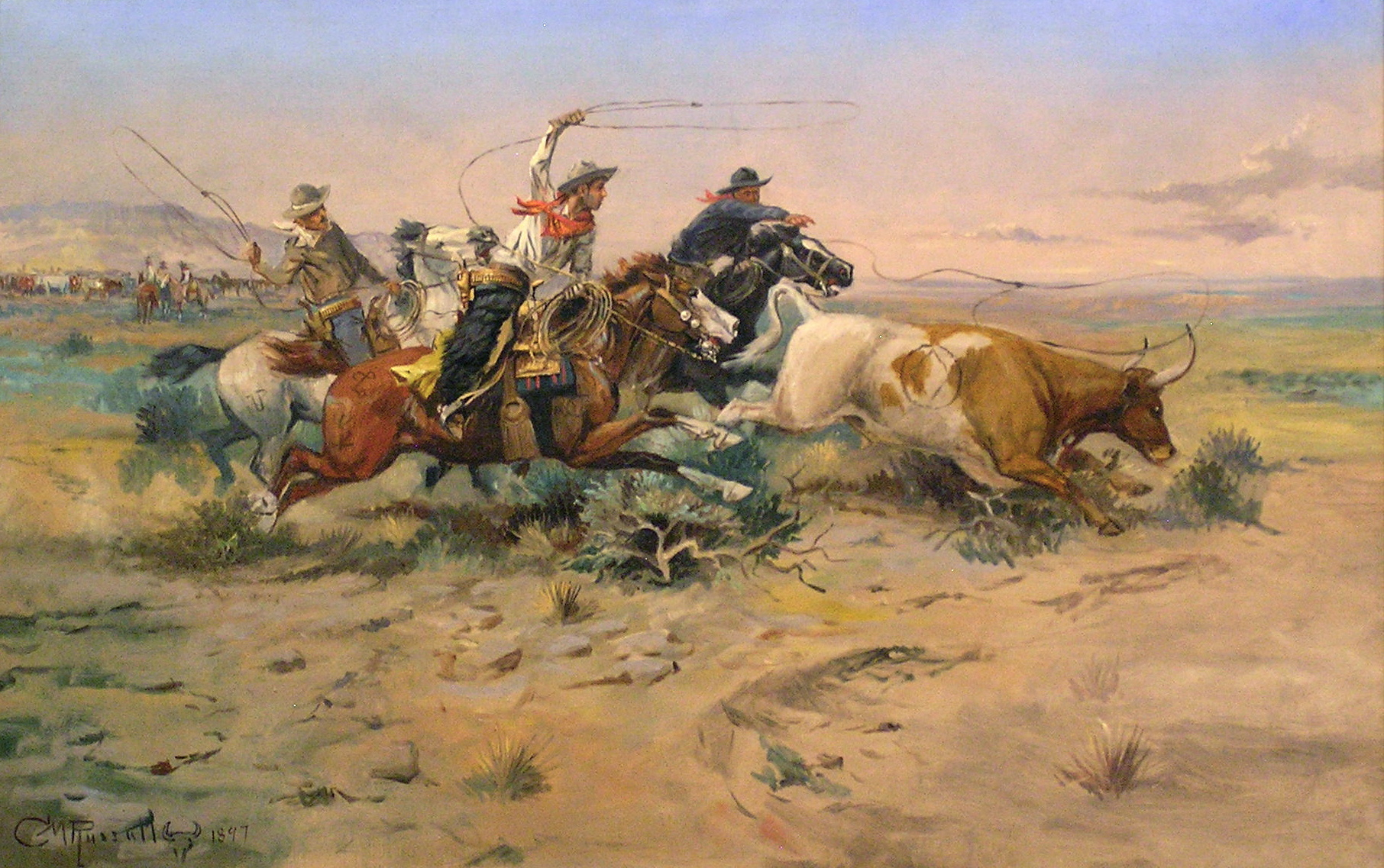
تصویر کلاسیک از کابوی آمریکایی، آنطور که توسط چارلز ماریون راسل به تصویر کشیده شده‌است.

شرکت رز در ماه آوریل شهر آیووا را ترک کرد و به شهر کانزاس، میسوری که بعدها وست‌پورت نامیده شد سفر کردند و از طریق کشتی بخار در امتداد رودخانهٔ میسوری به آن‌جا رسیدند. در اوسط ماه می که آن‌ها در کاتن وود کریک، نزدیک دورهام امروزی در کانزاس، استراحت کردند، شرکت بیلی با آن‌ها پیوست. به دلیل امنیت، گروه‌ها بر سر یک ادغام غیررسمی توافق کردند؛ تجهیزاتشان روی هم رفته بیست درشکه، چهل مرد، پنجاه الی شصت زن و کودک و قریب به پانصد تا از احشام بدون علامت بود.
بیلی خاطر نشان می‌سازد بیشتر مهاجرینی که از ایالت‌های غرب‌میانه آمریکا به سمت سواحل غربی سفر کردند، از مسیر اورگان عبور نمودند. نگرانی‌ها دربارهٔ جنگ مورمون در سال ۱۸۵۸ باعث شد تا بسیاری از مردم شامل هیأت رز-بیلی با عبور از مسیر سانتافه به نیومکزیکو که مسیر جنوبی دائمی را به سمت کالیفرنیا می‌توانست متصل سازد، از راه یوتاه جلوگیری کنند. مسیر سانتافه در امتداد رودخانهٔ آرکانزاس ادامه می‌یافت تا این‌که در نزدیکی سیمارون کانزاس به دو بخش تقسیم می‌شد. بخشِ از سلسله کوه به سمت رشته‌های کلرادوی جنوبی ادامه می‌یافت و سیمارون این سلسله را قطع می‌کرد ولی قبل از وصل شدن در نزدیکی لاس وگاس، نیومکزیکو، از صحرای سیمارون که ۵۰ مایل عرض داشت، عبور می‌نمود. سیمارون ۱۰۰ مایل (۱۶۰ کیلومتر) کوتاه‌تر بود و برای رفت و آمد درشکه‌های بزرگ آسان بود، اما طبق سخن بیلی، مسافران آن نیز از طریق کومانچی و کیووا، قلمروی دشمن باید عبور می‌کردند. با این‌حال، هیأت رز-بیلی این مسیر را انتخاب کرد.

## کتابشناسی
- Baley, Charles W. (2002). Disaster at the Colorado: Beale's Wagon Road and the First Emigrant Party. Utah State University Press. ISBN 978-0-87421-437-6.
- Beale, Edward Fitzgerald (1858). Wagon Road from Fort Defiance to the Colorado River: Letter from the Secretary of War, Transmitting the Report of the Superintendent of the Wagon Road from Fort Defiance to the Colorado River: Issue 124 of [U.S.] 35th Cong. , 1st sess. House. Ex. doc. Harvard University.
- Belden, L. Burr (December 9, 1951). "History in the Making: Mohave Massacre of Wagon Train brings War, Fort". The San Bernardino County Sun.
- Bonsal, Stephen (1912) [1901]. Edward Fitzgerald Beale, a pioneer in the path of empire, 1822-1903. G. P. Putnam's sons. OCLC 706481.
- Cheney, J.W. (1915). "The Story of An Emigrant Train". The Annals of Iowa. 12 (2).
- Groom, Winston (2011). Kearny's March: The Epic Creation of the American West, 1846-1847. Knopf Doubleday Publishing Group. ISBN 978-0-307-70141-1.
- Hinckley, Jim (2012). The Route 66 Encyclopedia. MBI Publishing Company. ISBN 978-1-61058-688-7.
- Kroeber, A.L.; Kroeber, C.B. (1973). A Mohave War Reminiscence, 1854-1880. Dover Publications. ISBN 978-0-486-28163-6.
- Lutzick, Ann-Mary J. (2013). Winslow: Images of America. Arcadia Publishing. ISBN 978-0-7385-9652-5.
- Ricky, Donald B. (1999). Indians of Arizona: Past and Present. North American Book Distributors. ISBN 978-0-403-09863-7.
- Rose, Leonard John (1941). "Massacre on the Colorado".  In Cleland, Robert Glass (ed.). The cattle on a thousand hills; Southern California, 1850-1870. The Huntington Library.
- Shepherd, Jeffrey P. (2010). We are an Indian Nation: A History of the Hualapai People. University of Arizona Press. ISBN 978-0-8165-2904-9.
- Thrapp, Dan L. (1991). Encyclopedia of Frontier Biography: A-F. University of Nebraska Press. ISBN 978-0-8032-9418-9.
- Udell, John (1946). "John Udell Journal, kept during a trip across the plains, containing account of the massacre of a portion of his party by the Mojave Indians in 1859". The University of California. N.A. Kovach.
- Utley, Robert Marshall (1981). -9780026212403 Frontiersmen in Blue: The United States Army and the Indian, 1848-1865. University of Nebraska Press. ISBN 978-0-8032-9550-6. {{cite book}}: Check |url= value (help)
- Welsh, Liz; Welsh, Peter (2000). Rock-Art of the Southwest: A Visitor's Companion. Wilderness Press. ISBN 978-0-89997-600-6.
- Woodward, Arthur (January 1953). "Irataba: Chief of the Mohave". Plateau. Northern Arizona Society of Science and Art; Museum of Northern Arizona. 25 (3).
- Zappia, Natale A. (2014). Traders and Raiders: The Indigenous World of the Colorado Basin, 1540-1859. University of North Carolina Press. ISBN 978-1-4696-1585-1.